# Каменная Гора (Житомирская область)
Каменная Гора (укр. Кам'яна Гора) — село на Украине, основано в 1883 году, находится в Коростенском районе Житомирской области.
Код КОАТУУ — 1822385802. Население по переписи 2001 года составляет 110 человек. Почтовый индекс — 11565. Телефонный код — 4142. Занимает площадь 0,987 км².

## Адрес местного совета
11565, Житомирская область, Коростенский р-н, с. Сушки, ул. Центральная, 45